# Белсайз-парк (станція метро)
51°33′02″ пн. ш. 0°09′52″ зх. д. / 51.550422° пн. ш. 0.164312° зх. д.
Белсайз-парк (англ. Belsize Park) — станція відгалуження Еджвар Північної лінії Лондонського метро. Станція розташована у 2-й тарифній зоні, у районі Белсайз-парк, боро Кемден, Лондон, між станціями Гампстед та Чок-фарм. Пасажирообіг на 2017 рік — 6.24 млн осіб.
Конструкція станції — «англійського типу» на дузі. Одна з восьми станцій Лондонського метро що може використовуватись як бомбосховище.
- 22. червня 1907: відкриття станції.

## Пересадки
- На автобуси London Bus маршрутів: 168, C11 та нічний маршрут N5.